# Ferenc Székely

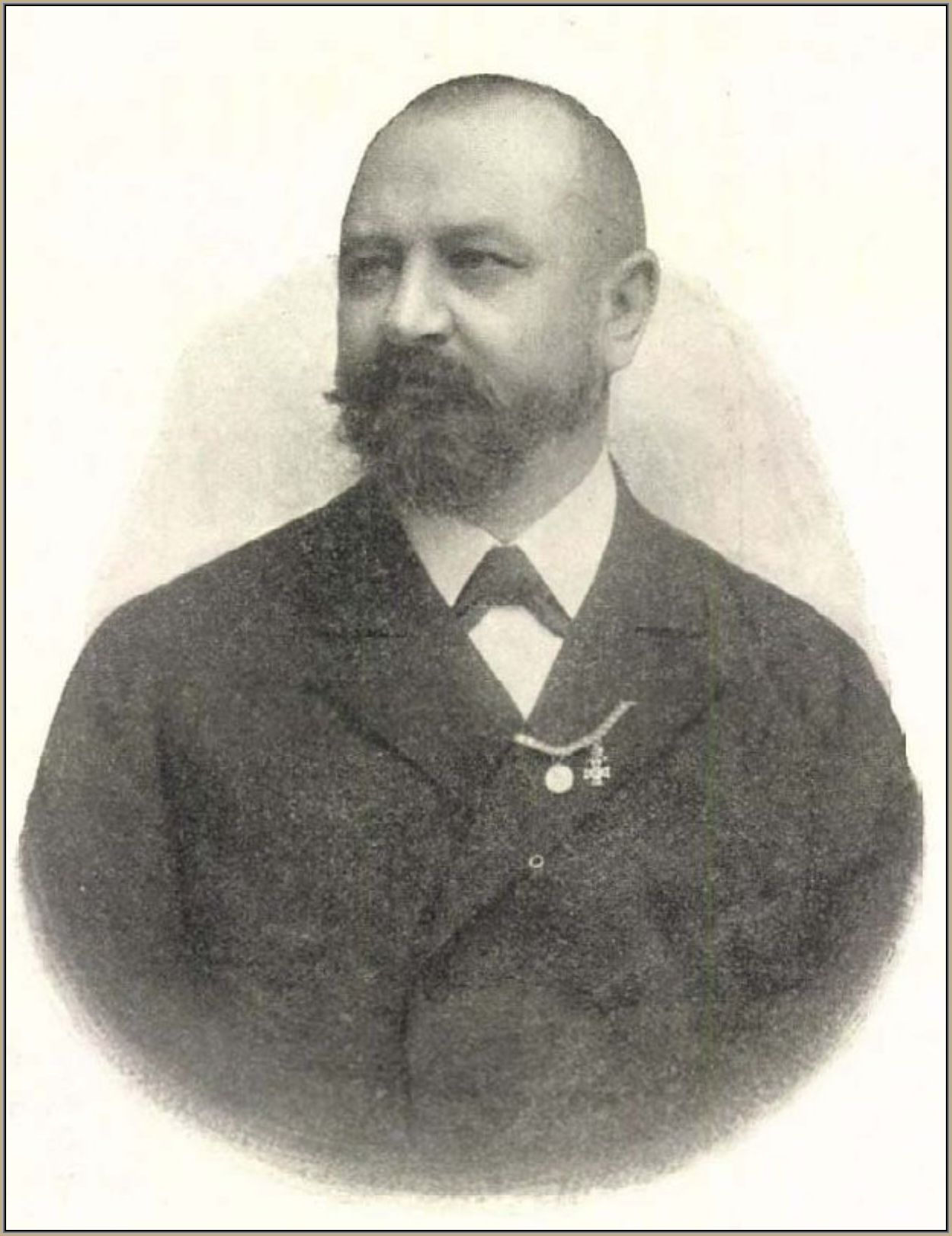
Ferenc Székely

Dr. Ferenc Székely (Szombathely, 11 maart 1842 - Boedapest, 17 maart 1921) was een Hongaars politicus, die van 1910 tot 1913 minister van Justitie was. Hij was tevens waarnemend minister van Godsdienst en Onderwijs in 1910.
Hij studeerde rechten in Pest en behaalde in 1871 zijn advocatendiploma. Hij liep een juridische carrière en zetelde in verschillende raden. Vanaf 1897 werkte hij voor het ministerie van Justitie. Van 1900 tot 1902  was hij procureur-generaal van Boedapest, van 1902 tot 1910 procureur des Konings. Van 17 januari 1910 tot 4 januari 1913 was hij justitieminister in de regering-Khuen-Héderváry II en de regering-Lukács. Van 17 januari tot 1 maart 1910 was hij eveneens waarnemend minister van Godsdienst en Onderwijs.